# ヴェルフナヤ・ピシュマ市電
ヴェルフナヤ・ピシュマ市電（ロシア語: Верхнепышминский трамвай）は、ロシア連邦の都市であるエカテリンブルクとヴェルフナヤ・ピシュマを結ぶ都市間路面電車路線。2022年8月31日から営業運転を実施しており、持株会社のモヴィスタ・レギオンズ（Мовиста Регионы）の子会社であるヴェルフナヤピシュムスキー路面電車会社（ООО «Верхнепышминский трамвай»）によって運営が行われる。
ロシア連邦国内において、都市や地域に新規の路面電車が開通する事例はソ連（ソビエト連邦）時代のチェリョームシキ市電以来となり、ロシア連邦成立後においては初の事例となる。

## 概要
ヴェルフナヤ・プシュマ（Верхняя Пышма）はスヴェルドロフスク州に属する、州都・エカテリンブルクの近郊都市（衛星都市）である。両都市を結ぶ経路には高速道路が存在するが、これに加えて新たな公共交通機関が求められるようになり、それを受けて地下鉄を始めとする複数の選択肢から検討した結果、2015年に路面電車を建設する事を決定した。
全長は8.6 km（線路長17.9 km）で電停は14箇所に設けられ、エカテリンブルク側の一部電停で既存の路面電車（エカテリンブルク市電）や地下鉄（エカテリンブルク地下鉄）と接続する。所要時間は片道20 - 30分で、従来のバスと比べ2倍の速さとなる。車両の修理施設を備えた車両基地はヴェルフナヤ・プシュマ側の終点付近に設置される。これらの線路や施設の建設においてはPC輸送システムズが展開する車両の規格が基準となっており、同社が展開する超低床電車の71-911EM「ライオネット」が11両導入されている。
当初は2020年中に建設が完了する計画だったが、新型コロナウイルス感染症（COVID-19）や財政面の影響により遅延が生じ、最初の試験車両が線路を走行したのは2021年12月となった。営業運転を開始したのは翌2022年8月31日で、333号線という系統名が付けられている。